# ميتويديوبلاستي

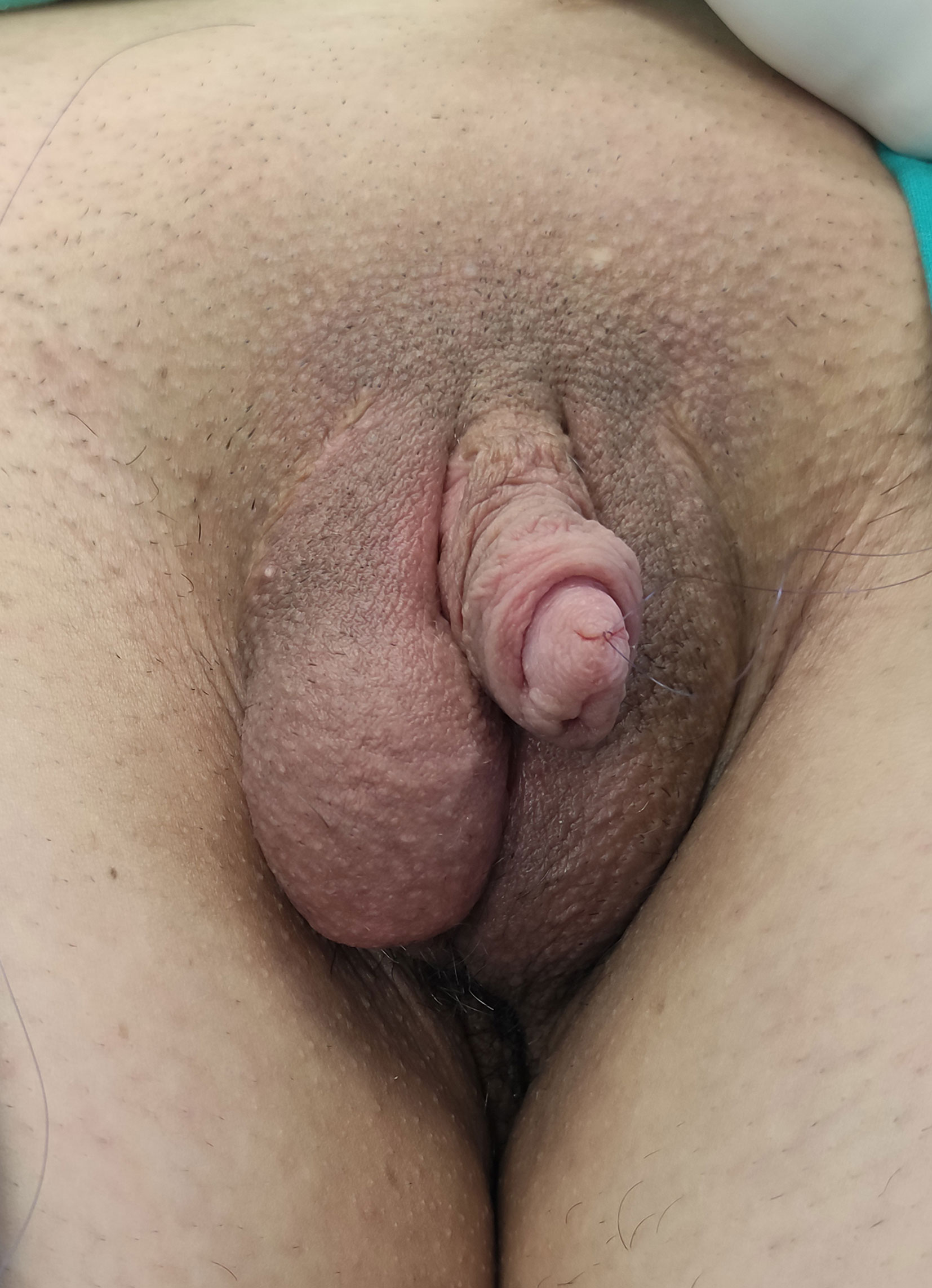
رأب القضيب بطريقة ميتويديوبلاستي

الميتويديوبلاستي (بالإنجليزية: Metoidioplasty)‏ هي إحدى طرق رأب القضيب كجزء من جراحة إعادة تحديد الجنس من امرأة إلى رجل، وتسمى في بعض الأحيان «ميتا» أو «ميتو».

رأب القضيب بطريقة ميتويديوبلاستي

يقوم العلاج الهرموني بالتستسترون (الهرمون الذكري) بتضخيم البظر تدريجياً ليصل إلى حوالي 4.6 سم (فالبظر والقضيب موازيان في علم الأجنة). في عملية الميتويديوبلاستي، يتم فصل البظر بشكل كامل عن الإحليل الذي يتم بعدها قصه في منتصف الطرف القاصي، ثم يتم تجليس البظر المكبّر بفعل التستسترون وإطالته. يتم بعدها أخذ سديلة مغذاة بالدم من السطح الظهري للبظر، ويتم نقلها للسطح البطني، ثم يتم وصله مع الإحليل الأساسي. يتم إنشاء الصماخ الإحليلي في الجزء القاصي من القضيب الجديد. بعد ذلك يتم بناء القضيب الجديد ويتم بناء صفن باستخدام الشفرين الصغيرين والكبيرين. يتراوح حجم القضيب الجديد بين 4 و 10 سم (بمعدل 5.7 سم)، وعرضه يقرب عرض إبهام بشري.

## المقارنة مع رأب القضيب بطريقة «فالوبلاستي»
إن عملية الميتويديوبلاستي تعد أكثر بساطةً من رأب القضيب بطريقة "فالوبلاستي" (Phalloplasty)، كما أن كلفتها أقل، ومعدل مضاعفاتها أقل. بالرغم من هذا، فإن المرضى الذين يخضعون لعملية رأب القضيب بطريقة «فالوبلاستي» هم أكثر قدرة على ممارسة الجنس الإختراقي (أي الذي يتضمن إدخال القضيب) بسبب الحجم الأكبر الذي يحصلون عليه.
في عملية رأب القضيب بطريقة "فالوبلاستي"، يتم إنشاء قضيب جديد من خلال زرع سديلة من موقع مانح (كساعد المريض، أو فخده أو ظهره). مدة عملية رأب القضيب بطريقة «فالوبلاستي» في مرحلتها الأولى تتراوح بين 8 و 10 ساعات، ويتبعها عادةً عدة عمليات تعقيبية كرأب الحشفة، رأب الصفن، زرع بدلة الخصية، أو زرع بدلة قضيبية إصطناعية.
في المقابل، تأخذ عملية الميتويديوبلاستي حوالي 2 إلى 3 ساعات لتنتهي. وبما أن البظر يتألف من أنسجة قابلة للإنتصاب، ففي معظم الأحيان لا حاجة لزراعة بدلة قضيبية إصطناعية (ولكن قد لا يصل إنتصاب البظر في كثير من الأحيان ليوازي إنتصاب القضيب الطبيعي). في جميع الحالات تقريباً، يمكن لمرضى الميتويديوبلاستي أن يصلوا للنشوة الجنسية البظرية.

## العملية
بعد تحضير المريض، يتم قص الجلد المحيط بالبظر في السطح السفلي وعلى الطرفين، فيتحرر بذلك البظر من النسيج المحيط وعظم العانة.
إذا كان من المراد إطالة الإحليل، يتم استخدام غشاء مخاطي إما من المهبل أو من داخل الفم أو الخد. وفي بعض الدراسات التجريبية، تم استخدام سديلة من الأمعاء لهذا الهدف. يمكن استخدام  الشفرين أيضاً لحماية السديلة، وتكبير القضيب الجديد. يتم وضع قسطرة (ميل) في الإحليل الجديد لأجل حمايته وتسهيل تعافيه خلال إسبوعين أو ثلاثة.
بعد ذلك، يتم استقدام الجلد من الشفرين الصغيرين ولفهما حول البظر وتثبيتهما بالقطب. تتم عملية رأب الصفن عادةً في نفس الوقت. عمليات استئصال المهبل، استئصال الرحم، واستئصال المبيضين يمكن أن تتم أيضاً في الوقت ذاته أيضاً.

### أساليب بديلة
إذا تمت عملية الميتويديوبلاستي دون إطالة الإحليل أو دون رأب الصفن، يطلق على العملية في بعض الأحيان «تحرير البظر» (Clitoral Release). هذه العملية أقل تكلفةً من الميتويديوبلاستي، ولكنها لا تسمح بالتبول وقوفاً عبر القضيب الجديد. ولكن، توفر هذه العملية مخاطر ومضاعفات أقل، إذ أن الجهاز البولي لا يتعرض فيها لأي تغيير جراحي، وتؤمّن في الوقت ذاته نتيجةً بصريةً لا بأس بها، تشابه الميتويديوبلاستي الكاملة، مع الحفاظ على القدرة على ممارسة الجنس الإختراقي عبر القضيب الجديد. يمكن القيام بإستئصال المهبل خلال هذه العملية أيضاً.

### البدل
| إسم الشركة | السنة | النموذج            | صورة                                  | المواصفات |
| ---------- | ----- | ------------------ | ------------------------------------- | --- |
| ZSI        | 2017  | ZSI 100 D4 IN LYON | بدلة قضيبية اصطناعية للميتويديوبلاستي | قضيب قابل للإنحناء (شبه صلب) وتثبيت الشكل يتم وضعه في القضيب الجديد. الجزء الخارجي للقضيب مصنوع من السيليكون، أما الجزء الداخلي فمصنوع من الفولاذ المقاوم للصدأ، ومفاصل بلاستيكية متشابكة. البدل القضيبية غير القابلة للنفخ (أي شبه الصلبة) دائماً متينة البنية. يمكين وضع القضيب الذي يحتوي البدلة في أشكال مختلفة حسب الحاجة (شكل منتصب عند الجماع، وشكل متدلي في باقي الأوقات). |

## المضاعفات
معدل المضاعفات قد يصل إلى 50% من العمليات تتراوح بين مضاعفات بسيطة تستدعي رعاية داعمة فقط، وبين مضاعفات جدية تستدعي الجراحة. تتضمن المضاعفات النزيف من مكان العملية قد يستدعي المراجعة الجراحية، التهابات بكتيرية، التغلف المعوي، تفزر الجروح، نخز الأنسجة، الناسور البولي الذي قد يحتاج تدخل جراحي، تضيق الإحليل، فقدان الإحساس، فقدان القدرة على الوصول للنشوة، والتندب. في دراسة أجريت على الرجال المتحولين جنسياً بعد الجراحة، عانى 28% من أولئك الذين خضعوا لتمديد الإحليل من ورم مؤقت أدى إلى تنقيط أو رش البول، ولكن لم يحتج أي منهم إلى تدخل طبي من أجل الشفاء. في هذه الدراسة، كان هناك أعداد قليلة من الرجال الذين عانوا من تضيق الإحليل، وأقل من 10% عانوا من نشوء ناسور بولي، وهو أمر يحتاج تصحيح جراحي بسيط. معدل طول القضيب الجديد هو 5.7 سم (بين 4 و-10 سم). كل المرضى أبلغوا أنهم استطاعوا الحصول على إنتصاب وعلى شعور جنسي طبيعي. في المرضى الذين خضعوا لرأب الصفن، بعضهم أبلغ عن رفض أو مضاعفة متعلقة ببدلة الخصية.